# In Plurimis
In Plurimis è un'enciclica di papa Leone XIII, datata 5 maggio 1888, scritta per promuovere l'azione contro la schiavitù, considerata contro natura; il Papa sottolinea la libertà predicata dal cristianesimo; e tra le moderne pratiche di schiavitù, ricorda la tratta dei negri, rimasta soprattutto a danno degli etiopi nei paesi a maggioranza musulmana del Nord Est dell'Africa.
Il medesimo argomento verrà ripreso da Leone XIII nell'enciclica Catholicae Ecclesiae del 1890.